# Maximilian Wilhelm Reichert
Maximilian Wilhelm Reichert auch: Max Reichert (* 23. März 1830 in Duttenberg; † 8. März 1900 in Baden-Baden) war Kaufmann, Hotelier und Mitglied des Deutschen Reichstags.

## Leben
Reichert war der Sohn des Gutsbesitzers Karl Joseph Reichert und besuchte erst die Volksschule in Duttenberg und dann die Latein- und Realschule in Neckarsulm. Danach machte er von 1845 bis 1849 eine kaufmännische Lehre in Heidelberg.
1852 wurde er Gehilfe des Kaufmanns und Bürgermeisters Gaus in Baden-Baden, bis er 1858 eine eigene Kolonialwarenhandlung eröffnete, wozu später noch ein Hotel garni kam. 1860 bekam er das Bürgerrecht in Baden-Baden und 1862 heiratete er Laura Schelble, mit der er zwei Söhne und zwei Töchter hatte. 1865 wurde er in den Gemeinderat gewählt und von 1865 bis 1875 war er Mitglied des Bezirksrats. Ab 1871 war er Mitglied der II. Badischen Kammer für Baden-Bühl, er blieb dies bis zu seinem Tode.
1874 wurde er Kreisabgeordneter, 1887 Vorsitzender des Kreisausschusses und später auch Mitglied des Eisenbahnrats.
Weiter war er Vorstand des katholischen Männervereins von Baden-Baden und Vorsitzender der Aufsichtsräte des Echo von Baden und des Badenia-Verlags in Karlsruhe.
Von 1889 bis zu seinem Tode war er Mitglied des Deutschen Reichstags für den Wahlkreis Großherzogtum Baden 7 (Offenburg, Kehl) und die Deutsche Zentrumspartei. Am 22. Januar 1889 wurde er dabei in einer Nachwahl für den verstorbenen Alfred von Degenfeld erstmals gewählt.
Er war Träger des Zähringer Löwenordens II. Klasse mit Eichenlaub. Das Hotel Haus Reichert in Baden-Baden trägt noch heute seinen Namen.